# Elachistocleis bicolor

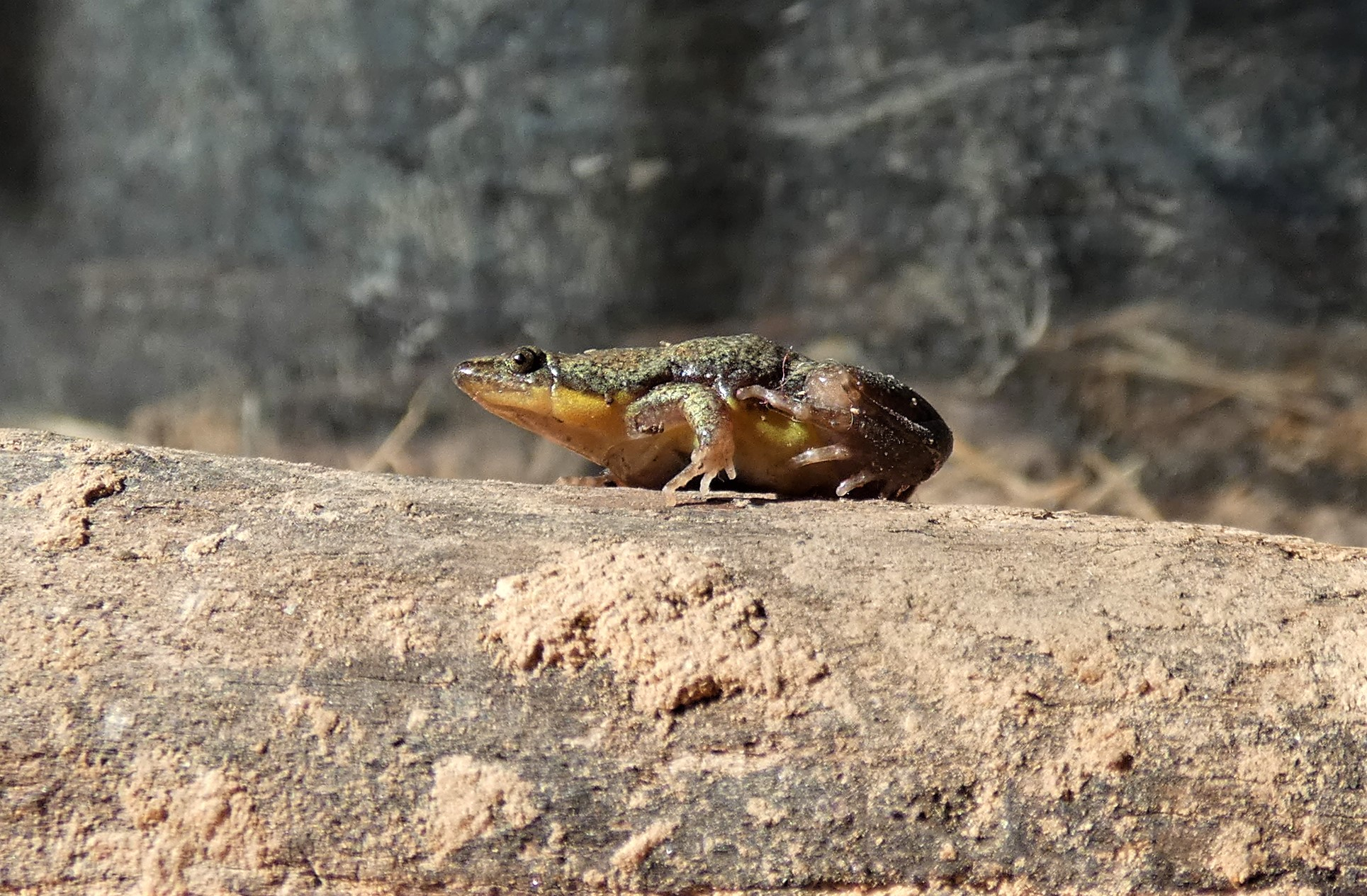
Bicoloración del Sapito oval en Uruguay

Elachistocleis bicolor es una especie de anfibio de la familia Microhylidae. Se encuentra en Argentina, sur de Brasil, Paraguay y Uruguay. Habita en pastizales inundados estacionalmente entre los 0 y 200 metros de altitud. Es una especie nocturna y se alimenta principalmente de hormigas.